# Underground
Underground (výslovnost „andrgraund“, z anglického výrazu pro podzemí) je výraz označující skryté, např. neuváděné, neoficiální až ilegální hnutí. Může jít např. o kriminální podsvětí nebo odboj během druhé světové války, v jiných jazycích se označení používá především pro kulturní hnutí, umělecká hnutí, hudební hnutí, subkulturu, kontrakulturu atp. vymaňující se z hlavního proudu.
V českém prostředí označuje pojem především hnutí zvané také druhá kultura, jehož vůdčím duchem byl český teoretik umění a básník Ivan Martin Jirous a v hudbě nejvýraznějšími zástupci hudební skupiny The Plastic People of the Universe a DG 307.

## Underground v Československu
V Československu v dobách normalizace byli za underground označováni umělci, kteří kvůli politickému pronásledování nemohli svobodně tvořit a šířit své dílo. Umělci tvořili buď bez publika a čtenářů (tzv. do šuplíku) nebo se museli spoléhat na ilegální šíření svých děl (knihy, jednotlivé básně, nahrávky...) formou samizdatu. Některá díla byla vydána v zahraničí, např. nahrávky skupiny The Plastic People of the Universe. V Československu začala díla vycházet legálně až po roce 1989.
Undergroundová hudební představení byla ztížena nebo zakázána. Hudební vystoupení neschválených (či přímo zakázaných) interpretů se konala buď na méně exponovaných místech, kde nebyla tolik na očích (např. ve vesnické hospodě), nebo v soukromých domech. Koncerty bývaly často maskovány jako soukromá oslava pro zvané (např. svatba I. M. Jirouse) nebo se konaly tajně. Důvodem utajování byla obava z perzekuce organizátorů, účinkujících a návštěvníků. Za pořádání a návštěvu undergroundových koncertů hrozilo bití, vyhození z práce či ze školy, vězení, vyvlastnění domu apod.
Příkladem undergroundového divadla je bytové divadlo Vlasty Chramostové (pro pár diváků, zpravidla disidentů, hrané i neherci).. Byla tvořena také undergroundová poezie.
| „                    | V bělostné říze biskup Vrana věří tak, jak mu věří strana. Než trochu je mi s podivem, že při mši svaté místo křížem nežehná srpem a kladivem. | “ |
| — Ivan Martin Jirous | |   |

## Hudební underground
V hudbě se jako Underground označuje směr, jenž vznikl v šedesátých letech 20. století v oblasti západního pobřeží USA a vzápětí se rozšířil do Evropy – Velké Británie, Německa i do tehdejší ČSSR. Undergroundová hudba vychází z psychedelické hudby a avantgardní vážné hudby. Undergroundoví hudebníci patřili často ke „kulturním outsiderům“ a většinou působili v symbióze s dalšími uměleckými kategoriemi – literaturou a dramatem či výtvarným uměním.

### Undergroundoví interpreti
Čeští:
- Aktual[4][5]
- Atomová Mihule[6]
- BBP[7]
- Bílé světlo[8]
- Charlie Soukup[9]
- DG 307[10][11][5]
- Duševní hrob[12]
- Idiot Crusoe[13]
- Jim Čert[11]
- The Hever and Vazelína Band[10]
- Nedělní lidé[14]
- New Kids Underground[15]
- The Plastic People Of The Universe[11][5]
- Sen noci svatojánské band[5]
- Skrytý půvab byrokracie[16]
- Špinavý nádobí[17]
- Stará Dobrá Ruční Práce[18]
- Umělá hmota[11]
- Posádková hudba Marného Slávy[19]
- Psí vojáci[20]
- Orchestr Bissext[zdroj?]
- Křečový žíly[zdroj?]
- Gumovej knedlík[zdroj?]
- Národní třída[zdroj?]
- Brix Bar Band[zdroj?]
- Slepé střevo[zdroj?]
- Hally Belly[zdroj?]
- Oscar Band[zdroj?]

Zahraniční:
- John Cale
- The Electric Prunes[zdroj?]
- The Fugs
- Nico
- Lou Reed
- The Residents
- Tangerine Dream
- The Velvet Underground
- Frank Zappa and The Mothers of Invention
- Mayhem